# Hypamazso pauli
Hypamazso pauli är en skalbaggsart som först beskrevs av Leon Fairmaire 1884.  Hypamazso pauli ingår i släktet Hypamazso och familjen långhorningar.
Artens utbredningsområde är:
- Kenya.
- Malawi.

Inga underarter finns listade i Catalogue of Life.